# Ophiorrhiza thomsonii
Ophiorrhiza thomsonii är en måreväxtart som beskrevs av Joseph Dalton Hooker. Ophiorrhiza thomsonii ingår i släktet Ophiorrhiza och familjen måreväxter. Inga underarter finns listade i Catalogue of Life.